# Chinedu Obasi
Chinedu Ogbuke Obasi (* 1. Juni 1986 in Enugu) ist ein ehemaliger nigerianisch-deutscher Fußballspieler.

## Karriere

### Verein

#### Anfänge
Seine Profi-Karriere begann Obasi 2005 bei Lyn Oslo. Zuvor hatte er in Nigeria für den River Lane Youth Club Enugu, die Rangers International und den damaligen nigerianischen Zweitligisten JC Raiders Jos gespielt. 2006 wurde er zum Spieler des Monats August in der Tippeligaen gewählt und mit dem Kniksenprisen als bester Jugendspieler ausgezeichnet.

#### TSG 1899 Hoffenheim
Im August 2007 wechselte er für geschätzte sechs Millionen Euro zur TSG 1899 Hoffenheim und war damit der bis dahin zweitteuerste Spieler der 2. Bundesliga. Sein Debüt in der 2. Bundesliga gab Obasi am 3. September 2007 auswärts bei der 2:3-Niederlage beim SC Freiburg, bei der er beide Tore der Hoffenheimer erzielte. Nach dem Aufstieg des Vereins in die Bundesliga am Saisonende debütierte er am 4. Spieltag der Saison 2008/09 in dieser Klasse, als er beim 0:0 gegen den VfB Stuttgart in der 60. Spielminute für Vedad Ibišević eingewechselt wurde. Obasis erster Startelf-Einsatz in der Liga erfolgte am 27. September des Jahres, als Hoffenheim am 6. Spieltag der Saison bei Werder Bremen eine denkwürdige 4:5-Niederlage erlitt. Sein erstes Bundesligator gelang ihm zwei Spieltage später am 18. Oktober 2008 beim 5:2-Sieg der Hoffenheimer gegen Hannover 96, nachfolgend konnte Obasi sich somit als Stammspieler etablieren, der zusammen mit Ibišević und Demba Ba ein oftmals gemeinsam auflaufendes torgefährliches Trio bildete. Um die Winterpause herum wurde Obasi allerdings von Verletzungen ausgebremst und in der Rückrunde stand die Mannschaft generell in der Formkrise – tatsächlich erzielte Obasi in dieser Saison nach dem 13. Spieltag kein einziges Tor mehr in dieser Saison und konnte nur noch eine einzige Torvorlage verbuchen.
Die Saison 2009/10 begann Obasi mit wieder solideren Leistungen, bei denen er gelegentlich Tore erzielen oder auflegen konnte. In der Rückrunde jedoch versäumte er erst aufgrund einer Länderspiel-Abstellung drei Spieltage und fiel später nochmals wegen einer Verletzung am Sprunggelenk für sechs Spiele aus. Zum persönlichen Debakel geriet die Folgesaison 2010/11, in der Obasi aufgrund andauernder Verletzungsprobleme lediglich fünf Spiele für die TSG Hoffenheim bestreiten konnte. Zu Beginn der Saison 2011/12 gehörte Obasi wiederum zur Stamm-Elf des Vereins, büßte diesen Platz jedoch bis zur Winterpause ein und war in der Halbserie an keinen Treffern mehr direkt beteiligt.
Insgesamt spielte Obasi viereinhalb Jahre lang für Hoffenheim, lief dabei in 92 Ligaspielen auf und erzielte 25 Tore.

#### FC Schalke 04
In der Winterpause 2011/12 verlieh die TSG Hoffenheim Obasi bis Saisonende an den FC Schalke 04, der mit ihm als Ersatz für den abwanderungswilligen Jefferson Farfán plante. Der FC Schalke 04 sicherte sich zudem ein Vorkaufsrecht für einen Transfer im Sommer 2012. Sein Debüt gab er am 21. Januar 2012 beim 3:1-Heimsieg gegen den VfB Stuttgart; seinen ersten Bundesligatreffer für Schalke erzielte er am 20. Spieltag zum 1:1-Ausgleich in der Veltins-Arena gegen den 1. FSV Mainz 05. Allerdings konnte Obasi nicht an seine Hoffenheimer Leistungen anknüpfen. Dennoch nutzte Schalke am 27. März 2012 das Vorkaufsrecht und verpflichtete Obasi fest. Er unterschrieb einen Dreijahresvertrag bis zum 30. Juni 2015.
Im letzten Gruppenspiel der UEFA Champions League gegen den HSC Montpellier absolvierte Obasi sein Debüt in diesem Wettbewerb, als er für Teemu Pukki in der 84. Minute eingewechselt wurde.
Nachdem der Verein sich mit Farfán auf eine Vertragsverlängerung geeinigt hatte, blieb Obasi meist nur ein Platz auf der Bank oder der Tribüne. Darüber hinaus warfen ihn immer wieder hartnäckige Verletzungen zurück, sodass er bei seinen wenigen Einsätzen nicht überzeugen konnte. Mit Auslaufen seines Vertrages war Obasi seit Sommer 2015 vereinslos.

#### Spätere Stationen
Über ein Jahr nach dem Vertragsende in Gelsenkirchen schloss sich Obasi 2016 dem AIK Solna an. Als sein Vertrag zum Jahresende auslief, strebte der AIK eine Vertragsverlängerung an. Jedoch entschied sich Obasi im Februar 2017 für ein Vertragsangebot aus China: Er schloss sich dem Zweitligisten FC Shenzhen an. Im Juli 2017 löste Obasi seinen Vertrag vorzeitig auf und unterschrieb am 26. Juli 2017 wieder in Stockholm bei AIK Solna. Am 3. März 2018 wechselte Obasi zu den Bolton Wanderers und unterschrieb einen Vertrag bis zum Saisonende. Sein Vertrag wurde nicht verlängert. Am 12. August 2018 gab der schwedische Erstligist IF Elfsborg die Verpflichtung von Obasi bekannt. Nach vier Toren in zehn Spielen dort wechselte er vor Beginn der Folgesaison 2019 zum dritten Mal zum AIK Solna. Für Solna kam er bis Saisonende zu 18 Einsätzen, in denen er fünf Tore erzielte. Nach der Saison 2019 verließ er den Verein.
Nach neun Monaten ohne Verein wechselte Obasi zur Saison 2020/21 nach Österreich zum SCR Altach. Für Altach kam er in jener Saison zu 24 Einsätzen in der Bundesliga, in denen er zweimal traf. Nach der Saison 2020/21 verließ er die Vorarlberger wieder.

### Nationalmannschaft
Mit nigerianischen Juniorennationalmannschaften erreichte er bei der U-17-Fußball-Weltmeisterschaft 2001 und der Junioren-Fußballweltmeisterschaft 2005 jeweils den zweiten Platz. Bei den Olympischen Sommerspielen 2008 erreichte er ebenfalls den zweiten Platz. Mit der nigerianischen Nationalmannschaft nahm er an der Afrikameisterschaft 2010 teil, bei der sie den dritten Platz belegten.

## Spielweise
Obasi ist schnell und laufstark, kann seine Gegner in Eins-zu-Eins-Situationen ausspielen und ist in der Offensive variabel auf beiden Außenbahnen und ebenso in der Zentrale einsetzbar. Allerdings wird ihm mangelndes Defensivverhalten und schwache Zweikampfführung vorgeworfen.

## Titel und Erfolge
- Vize-Weltmeister bei der U-17-Fußball-Weltmeisterschaft 2001
- Vize-Weltmeister bei der Junioren-Fußballweltmeisterschaft 2005
- Silbermedaille im Fußball bei den Olympischen Sommerspielen 2008 in Peking

Persönliche Auszeichnungen
- Spieler des Monats im August 2006 in der Tippeligaen
- Kniksenprisen als bester Jugendspieler 2006